# Sovjetska bendijska reprezentacija
Sovjetska bendijska reprezentacija - predstavljala je Sovjetski Savez na međunarodnim natjecanjima u bendiju do raspada SSSR-a 1991. Nacionalna reprezentacija koja je osvojila najviše medalja u bendiju.
U svoj povijesti prvenstava nije se nalazila niže od trećeg mjesta (najgori rezultat je imala na prvenstvu 1987.). Imala je naslov svjetskih prvaka od 1957. do 1979.

## Glavni treneri
- 1954. – 1960. - Vsevolod Vinogradov
- 1961. – 1964. - Ivan Baldin
- 1965. – 1982. - Vasilij Trofimov
- 1983. – 1988. - Vjačeslav Solovjov
- 1989. – 1991. - Vladimir Janko
- 1991. - Jevgenij Mankos

## Poznati igrači
- Nikolaj Durakov
- Viktor Kovaljov
- Valerij Maslov
- Vladimir Monahov
- Jevgenij Papugin
- Pavel Franc
- Igor Handajev
- Arkadij Černišov
- Valerij Čuhlov
- Vladimir Janko